# Darren Hayes
Darren Stanley Hayes (Brisbane, 8 de maig de 1972) és un cantautor i podcaster australià establert a Anglaterra i als Estats Units. Fou conegut per ser el cantant del duet Savage Garden juntament amb Daniel Jones, però després de la separació del grup produïda l'any 2001, va continuar la seva carrera musical en solitari.
Malgrat editar únicament dos àlbums d'estudi Savage Garden van superar els 23 milions de còpies venudes arreu del món arribant al número 1 a Austràlia, al 2 al Regne Unit i al 3 als Estats Units. En solitari ha publicat quatre treballs d'estudi però sense igualar l'èxit aconseguit amb Savage Garden.
Al 2013 es va traslladar de Londres a Los Angeles, on va estudiar improvisació. Al 2015 va crear un podcast de comèdia titulat The He Said He Said Show, i al 2016 en va crear un altre sobre revisions de pel·lícules junt a Anthony Armentano que es va titular We Paid to See This.

## Biografia
Hayes era el més jove de tres fills. De petit es va interessar pel teatre i va participar en diverses obres teatrals escolars, especialment en musicals. Ajornaria el seu entusiasme per la música a favor d'estudiar Educació a la Universitat de Queensland, però finalment no es va graduar per començar la carrera musical.
El 1994 es casaria amb el seva xicota de la infància Colby Taylor quan encara estava al grup Savage Garden. El divorci arribaria sis anys després malgrat que ja portaven un parell d'anys separats. Després de la separació s'establiria a San Francisco on van enregistrar el segon àlbum del grup (Affirmation) i destacant que gran part de les lletres estaven relacionades amb el seu divorci. Durant la seva estada a la ciutat estatunidenca començaria amb sortir amb amics gais, i des de llavors molt s'havia especulat la seva orientació sexual, reconeguda posteriorment de manera pública. Posteriorment es traslladaria a Londres per casar-se el 19 de juny 2006 amb el dissenyador Richard Cullen, fet que va anunciar públicament un dia abans del casament.
Hayes és un gran aficionat a l'univers de La guerra de les galàxies des de la seva infància i col·lecciona material relacionat amb la saga. Fins i tot va participar en audicions per tenir un paper en la pel·lícula Star Wars episodi III: La venjança dels Sith.

## Carrera musical

### Savage Garden (1993−2001)
Cap al 1993, Hayes va contestar un anunci que havia penjat Daniel Jones en una revista on buscava un cantant per una banda anomenada Red Edge. Malgrat que l'audició no fou gaire positiva, Hayes va ser admès però l'any següent es va desfer la banda. Hayes i Jones es van ajuntar per formar un duet anomenat Crush, però com que ja existia una banda amb aquest nom al Regne Unit que en tenia els drets, van editar la primera demo amb el nom de Bliss. Poc després van adoptar el nom definitiu de Savage Garden, frase utilitzada per Anne Rice per descriure el món en la novel·la The Vampire Lestat.
Van començar a enregistrar el primer àlbum el 1995 amb el productor Charles Fisher. El següent any farien de "I Want You" el seu primer senzill i va esdevenir el senzill australià més venut de l'any. L'àlbum que tenia com a títol el mateix de la banda i tots els seus senzills, faria d'ells uns artistes de prestigi internacional. Van assolir les posicions més altes dels Estats Units i Regne Unit, entre d'altres, a més que fou el més venut a Austràlia guanyant deu premis ARIA Awards. Hayes es va traslladar a Nova York per promocionar Savage Garden internacionalment mentre Jones es va quedar a Brisbane. Durant la seva estança als Estats Units, Hayes va començar a escriure Affirmation coincidint també amb la separació amb la seva dona. Affirmation fou el seu segon àlbum d'estudi i el van publicar l'any 1999. El primer senzill, "I Knew I Loved You" també fou número 1 a diversos països com els Estats Units i Austràlia, i van superar els sis milions d'unitats venudes. En la cerimònia de clausura dels Jocs Olímpics d'Estiu de 2000 celebrats a Sydney, Savage Garden van interpretar el seu senzill "Affirmation"
Hayes es va tornar a traslladar als Estats Units, en aquesta ocasió a Sausalito, Califòrnia, el 2000. Vers la fi de l'any de 2001 va declarar en una entrevista que el duet s'havia separat. Malgrat que mai van fer una declaració conjunta sobre aquest fet, John Woodruff, mànager del grup, va indicar el 2005 que Jones ja tenia intenció de deixar la banda abans de la promoció de Affirmation. Hayes també va declarar que es tornarien a reunir mai més. Savage Garden marcaria un precedent en la història de la música, malgrat el breu període d'activitat.

### En solitari (2002−present)

#### Spin(2002)
El primer treball en solitari fou Spin (en català: gir) i es publicà l'any 2002. De la producció se n'encarregà Walter Afanasieff, el mateix que produí Affirmation, de manera que la tònica del disc era molt semblant a l'anterior, però amb un ambient més avantguardista i R&B, i menys rock. El seu primer senzill fou "Insatiable", una balada va tenir molt bona acceptació, especialment a Austràlia on arribà al número 3.
L'àlbum escalà fins a la tercera posició a Austràlia i la segona al Regne Unit. En canvi, als Estats Units va fallar, ja que no despertà el mateix interès que els treballs anteriors de Savage Garden. A part de l'edició estàndard es van editar dues versions més amb els títols Australian Tour Edition (inclou un CD en directe) i UK Platinum Edition. En tots els senzills hi havia incloses diverses rareses. Posteriorment fou rellançat junt amb un disc extra amb diverses cançons en viu i d'estudi.

#### The Tension and the Spark(2003–2006)
Hayes estigué dos anys treballant en el seu segon àlbum en solitari, The Tension and the Spark (2004) (en català, La tensió i l'espurna), amb la producció de Robert Conley. Aquest treball va accentuar un estil més electrònic amb algun instrument acústic que continuaria amb el tercer treball. Malgrat que artísticament va suposar un ferm pas endavant i va obtenir diversos elogis, el seu impacte comercial fou molt inferior a l'esperat perquè el seu públic esperava un disc més pop. L'àlbum estava format per 13 cançons més una extra a Austràlia i al Japó. Entre les cançons van destacar el primer senzill "Pop!ular", que fou número 1 a les llistes de música dance britànica i estatunidenca.
L'any 2005 va aparèixer una compilació de grans èxits de Savage Garden titulada Truly Madly Completely: The Best of Savage Garden, i Hayes hi va incloure dues cançons que havia enregistrat recentment: "So Beautiful" i "California". Ja el 2006, Hayes va anunciar que deixava Columbia Records després de deu anys i més de 24 milions de còpies venudes. Durant la gira posterior va tocar en el mític Palau de l'Òpera de Sydney, un dels concerts més importants de la seva carrera, i pel seu record, va enregistrar i llançar l'actuació en un DVD titulat "A Big Night in with Darren Hayes".

#### This Delicate Thing We've Made(2007–2008)
Després arribaria This Delicate Thing We've Made (en català, Aquesta delicada cosa que hem fet) a l'agost de 2007. Es tractava d'un doble CD amb 25 temes, la majoria compostes amb Robert Conley, amb la producció de Justin Shave i amb el segell independent Powdered Sugar. Els senzills extrets foren "On the Verge of Something Wonderful", "Who Would Have Thought?" i "Step into the Light", que tindria un gran èxit als clubs d'arreu del món gràcies a una remescla.
Poc després del seu llançament, Hayes va realitzar una gira mundial anomenada The Time Machine World Tour malgrat que gran part dels concerts els va realitzar al Regne Unit, Austràlia i als Estats Units, repetint en importants escenaris com el The Royal Albert Hall i el Palau de l'Òpera de Sydney. La gira va acabar a la seva ciutat natal de Brisbane, i el concert fou enregistrat en alta definició i publicat en DVD amb el títol de The Time Machine Tour. El 2008 va realitzar una nova gira més intimista anomenada The Side Two Tour on tocava cançons de l'àlbum que no havia inclòs en la gira anterior. A final d'any va llançar el DVD This Delicate Film We've Made amb una nova recopilació de cançons de l'àlbum.

#### We Are Smug(2009–2010)
Durant la primavera de 2009, Hayes va anunciar que estava treballant en un nou àlbum, i poc després va indicar via MySpace que el seu títol seria We Are Smug i el productor seria Robert Conley novament. De fet, Hayes i Conley van compartir tasques de composició i interpretació del disc. Format per deu cançons força més electròniques, estigué disponible de franc des de la seva pàgina a MySpace. Malgrat que el disc ja estava a punt a l'estiu de 2009, Hayes va anunciar a principis de 2010 que tenia altres idees per cançons i que tornaria a l'estudi de gravació endarrerint així el llançament pel proper any. Finalment, el nou àlbum estigué a punt a mitjans de 2010 després de treballar amb importants compositors i productors de tot el món.
Hayes va enregistrar una versió de la cançó "Not Even Close" per l'àlbum He Will Have His Way (2010), tribut als germans Neil Finn i Tim Finn.

#### Secret Codes and Battleships(2011–2017)
A l'abril de 2011, Hayes va anunciar que havia signat un nou contracte amb la discogràfica Mercury Records/Universal Music Australia i també amb EMI Services UK/Europe. El seu quart àlbum d'estudi fou publicat el 21 d'octubre de 2011 a Austràlia, tres dies després al Regne Unit, i el 25 als Estats Units i la resta del món. Entre les cançons de Secret Codes and Battleships destaquen una versió de "Angel" de Madonna.

## Discografia

### Savage Garden
- Savage Garden (1997)
- Affirmation (1999)

### En solitari
- Spin (2002)
- The Tension and the Spark (2004)
- This Delicate Thing We've Made (2007)
- We Are Smug (amb Robert Conley) (2009)
- Secret Codes and Battleships (2011)